# Kéthely
Kéthely je vas na Madžarskem, ki upravno spada pod podregijo Marcali Šomodske županije.